# Felitto
Felitto är en ort och kommun i provinsen Salerno i regionen Kampanien i Italien. Kommunen hade 1 227 invånare (2017).